# Artère gastrique courte
Les artères gastriques courtes sont six à huit artères systémiques de l'abdomen qui vascularisent le fundus gastrique et la jonction gastro-œsophagienne.

## Origine
Les artères gastriques courtes sont des branches collatérales courtes de l'artère splénique.
On distingue l'artère gastrique postérieure plus volumineuse que les autres artères gastriques courtes.

## Trajet
Les artères gastriques courtes ont un trajet concave vers l'estomac au sein du ligament gastro-splénique.

## Zone de vascularisation
Les artères gastriques courtes irriguent la face postérieure et la partie supérieure de la grande courbure gastrique, ainsi que la jonction gastro-œsophagienne via des anastomoses.

## Anastomoses
Les artères gastriques courtes s'anastomosent avec les artères gastrique gauche et gastro-omentale gauche pour former un réseau collatéral autour de l’estomac.

## Variations
Elles peuvent naître des branches de l'artère splénique: des rameaux spléniques ou de l'artère gastro-omentale gauche.